# Jeanne Baptiste d’Albret de Luynes
Jeanne Baptiste d’Albert de Luynes, hrabina Verua (ur. 18 stycznia 1670 w Paryżu, zm. 18 listopada 1736 tamże) – francuska szlachcianka i kochanka Wiktora Amadeusza II, księcia Sabaudii, króla Sycylii i Sardynii.

## Życiorys
Jeanne Baptiste urodziła się jako dziecko Louisa Charlesa d’Albert, księcia de Luynes (1620–1690) i jego drugiej żony Anny de Rohan (1644–1684), córki Herkulesa de Rohan, księcia de Montbazon (była ona jego ciotką). Jej starszym bratem był Charles Honoré d’Albert, książę de Luynes, de Chaulnes i de Chevreuse – długoletni wróg króla Ludwika XIV i budowniczy słynnego pałacu de Dampierre. Jeanne Baptiste przyszła na świat w Hôtel de Luynes w Paryżu i została ochrzczona w kościele Saint Eustache w Paryżu; jej ojcem chrzestnym był słynny minister Ludwika XIV Jean-Baptiste Colbert, po którym została nazwana. Jej babką była słynna francuska awanturnica okresu Frondy Marie de Rohan.
Po dokończeniu edukacji w prestiżowym paryskim opactwie Port-Royal, została wydana za mąż za Jose Ignace Scaglia, hrabiego de Verua pomiędzy 23 a 25 sierpnia 1683 roku. Miała wówczas trzynaście i pół roku. Jej mąż był dowódcą dragonów i prominentnym dyplomatą pracującym na dworze króla Wiktora Amadeusza II.
Jeanne Baptiste i jej mąż mieli najprawdopodobniej czwórkę dzieci. Jose Ignace był opisywany jako młody, przystojny, bogaty i szczery, poza tym cieszył się sympatią króla, a jego matka była damą dworu królowej Marii Anny Orleańskiej.
Stolica księstwa sabaudzkiego znajdowała się w Turynie gdzie mieszkali młodzi małżonkowie. Wkrótce Wiktor Amadeusz II zakochał się w młodej hrabinie, która początkowo odrzucała awanse króla, okazując szacunek jego żonie. Hrabina poskarżyła się mężowi i teściowej, którzy nie zwrócili na to większej uwagi, chwaląc ją za ostrożność. wkrótce król zaczął wydawać bale i urządzać wspaniałe uroczystości, co nie było jego zwyczajem, wówczas wyjechała do wód w Burbonii, gdzie po naradzie z ojcem postanowiła wrócić do Turynu. Pod koniec 1688 sama Maria Anna i jej wuj Ludwik XIV przekonali hrabinę de Verua do przyjęcia prezentów od księcia Sabaudii. Wkrótce romans się rozwinął do tego stopnia, że w dwa lata później wydała na świat córkę Wiktora Amadeusza II, Marię Wiktorię, a w dwa lata później syna Wiktora Franciszka, który otrzymał od ojca tytuł markiza Suzy.
Wkrótce hrabina stała się jedną z najbardziej wpływowych i potężnych kobiet na sabaudzkim dworze – osiągnęła to dzięki wpływowi na księcia, inteligencji i ambicjom politycznym. Przy wydatnej pomocy René de Froulay de Tessé udało jej się doprowadzić do małżeństwa najstarszej córki księcia, Marii Adelajdy z wnukiem Ludwika XIV Ludwikiem, księciem Burgundii.
Hrabina była bardzo zamożna – od zakochanego księcia otrzymała dożywotnią pensję, klejnoty, drogie materie i pieniądze.
Pomogła również swojemu uciekającemu z Francji bratu w spłacie jego długów w październiku 1700.
Jeanne Baptiste została wdową w 1704 – jej mąż zmarł 13 sierpnia w czasie bitwy pod Blenheim.
Powróciła do Paryża wkrótce po jego śmierci pozostawiając w Turynie dwójkę swoich naturalnych dzieci, zabrawszy z Sabaudii ogromną fortunę zdobytą w czasie związku z królem.
Właśnie w Paryżu miało dojść do próby otrucia jej przez nieznaną osobę – hrabina przeżyła cudem dzięki kuracji zastosowanej przez słynną madame de Ventadour, która w tym czasie była guwernantką księcia Bretanii, którego rodzicami byli książę Burgundii i Maria Adelajda Sabaudzka.
Po mniej więcej trzech latach życia w odosobnieniu (co było życzeniem jej męża) ekscentryczna hrabina przewróciła życie dworu swoim pojawieniem się w Wersalu epatując swoim ‘ésprit’ i kochankiem Jeanem Baptiste Glucqkiem. Książę de Saint-Simon twierdził w swoich Pamiętnikach, że kochankowie mogli zawrzeć nawet potajemne małżeństwo, czego nie dowiedziono. Każdego roku, gdy dwór przybywał do Fontainebleau, Jeanne Baptiste i Glucq przenosili się do należącego doń Château de Sainte-Assise, później przebywała Château de Condé z innym z jej przyjaciół markizem de La Faye.
W czasie swoich ostatnich lat we Francji była dobrze znana na dworze. Przyjaźniła się między innymi z Ludwikiem Henrykiem, księciem de Burbon (przyszłym Pierwszym Ministrem Francji) i jego matką Ludwiką Franciszką de Burbon, która była wówczas w jej wieku. Ludwika Franciszka była ostatnią żyjącą nieślubną córką Ludwika XIV i Françoise-Athénaïs, markizy de Montespan.
Przez całe swoje życie pisała listy do krewnych i przyjaciół, interesowała się sztuką, nauką i nawet utrzymywała kontakt z Wolterem, a także z innymi filozofami. W Paryżu nakazała wybudować sobie rezydencję – słynny Hôtel d’Hauterive, w którym przechowywała olbrzymią kolekcję dzieł sztuki, zdobnictwa artystycznego i książek.
Posiadała własny 'salon' w Paryżu gdzie przyjmowała u siebie opata Terrasson, Rothelina, Chauvelina, de Montullé, markiza de Lassay i jego syna Léona de Madaillan de Lesparre, hrabiego Lassay.
W czasie Regencji znacznie powiększyła swoją fortunę dzięki reformom fiskalnym Lawa, szkockiego ekonomisty pod opieką samego Regenta. Dzięki zwiększonej fortunie nakazała powiększyć swoją paryską rezydencję i wybudować według projektów Victora Dailly kilka wiejskich rezydencji. Z czterech pozostała jedna, którą obecnie można oglądać na Rue du Regard.
Jeanne Baptiste zmarła w Paryżu w wieku 66 lat. Ktoś z kręgu jej przyjaciół ułożył epitafium:
| Ci-git, dans une paix profonde, cette Dame de Volupté, qui, pour plus de sûreté fit son paradis dans ce monde | Tu leży w głębokim spokoju ta pani pożądania, która bez ostrzeżenia stworzyła swój raj na tym świecie. |

## Kolekcja dzieł sztuki
Kolekcja należąca do Jeanne Baptiste składała się z obrazów starych mistrzów, biżuterii, niezwykle kosztownych mebli, dzieł sztuki i rzeźb. Na szczególną uwagę zasługuje biżuteria hrabiny – przez całe swoje życie kupiła znaczną ilość kamieni szlachetnych (około osiem tysięcy sztuk), tapiserii i sukni.
Niemal od samego początku romansu z królem zaczęła interesować się architekturą i budownictwem – od delfina zakupiła wioskę Meudon, oprócz należącego doń pałacu gdzie wzniosła swoją siedzibę – Pierre-Nicolas Delespine używając planów Jeana Baptiste Alexandra Le Blond wzniósł dwukondygnacyjny pałac w stylu późnego francuskiego baroku. Do jego ozdoby zamówiła obrazy u takich artystów jak Lancret, Grimou i kupowała kilka obrazów Teniersa i niemodnego wówczas Watteau. Była nawet w posiadaniu Portretu Karola I van Dycka.
Pomijając różnoraką kolekcję sztuki, hrabina była jedną z największych bibliofilek swoich czasów. Książki trzymała w wielkim pokoju z meblami autorstwa Boullego z widokiem na ogród. Była właścicielką osiemnastu tysięcy woluminów (w Paryżu i w rezydencji w Meudon). Ta prywatna biblioteka rozproszyła się po całym świecie i jedynie trzy tysiące książek wciąż jest na swoim miejscu.

## Jeanne Baptiste w kulturze
- Aleksander Dumas: Pani Pożądania: Wspomnienia Jeanne d’Albert de Luynes, hrabiny de Verua, Paryż, 1863.
- Królewska faworyta film z 1990 roku w reżyserii Axela Corti.

## Potomstwo
Z małżeństwa z Jose Ignace Scaglia, hrabią de Verua (3 grudnia 1667 – 13 sierpnia 1704) miała czworo dzieci:
- Maria Anna Scagila (1684–1745);
- Jose Maria Vittorio Scagila (1686–1707);
- Maria Angelica Scagila (1687–1745);
- Augusto Carlo Scagila (1688–1706).

Ze związku z Wiktorem Amadeuszem II, księciem Sabaudii, królem Sycylii i Sardynii (14 maja 1666 – 31 października 1732) miała dwoje dzieci:
- Maria Wiktoria Sabaudzka (9 lutego 1690 – 8 lipca 1766), żona Wiktora Amadeusza, księcia Carignano, z którym miała potomstwo;
- Wiktor Franciszek Sabaudzki, markiz Suzy (10 grudnia 1694 – 20 marca 1762), mąż Marii Lucrezii Franchi di Pont, z którą nie miał potomstwa.